# Telêmetro
Telêmetro (português brasileiro) ou telémetro (português europeu) é um dispositivo de precisão destinado à medição de distâncias em tempo real. Pode ser óptico, quando baseado em um mecanismo de focalização, ou ultrassônico (ecotelêmetro ou telêmetro acústico), quando utiliza reflexos sonoros.

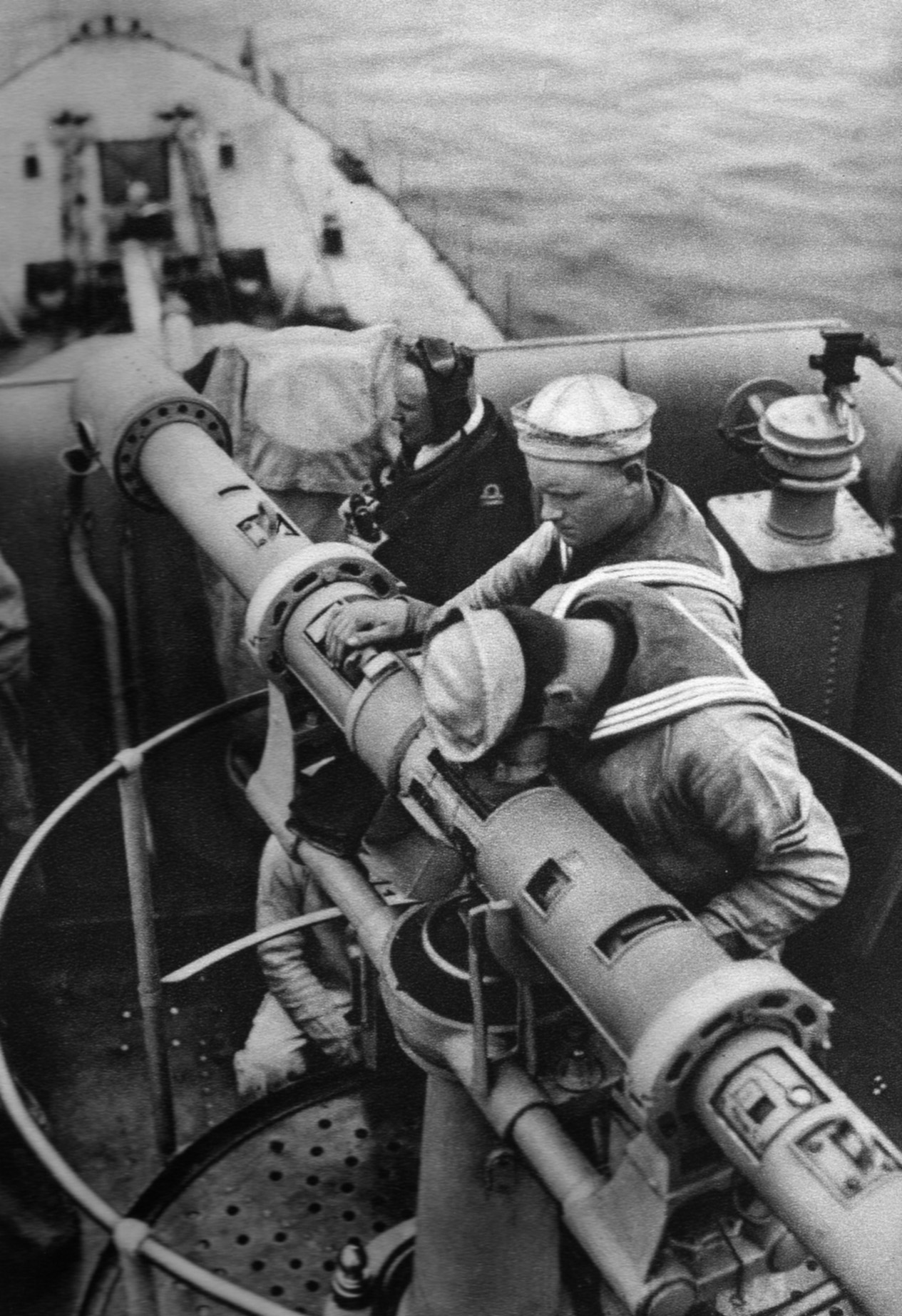
Um Telêmetro coincidência do contratorpedeiro polonês

Substitui com vantagens ferramentas como fitas métricas, trenas e metros e é largamente utilizado em áreas tão diversas quanto fotografia, náutica, topografia, astronáutica, astronomia, caça e balística.
Os telêmetros de última geração são digitais, baseados em disparo de feixe laser.  Estes podem alcançar centenas de milhares de quilômetros e têm, por isso, utilização inclusive astronômica.
Os  telêmetros podem integrar vários instrumentos ópticos como lunetas, câmeras fotográficas, binóculos, periscópios, telescópios e miras de armas em geral.
No Brasil, o primeiro telêmetro industrializado surgiu em 1941, na cidade de São Paulo, produzido por Décio Fernandes de Vasconcellos, fundador da indústria de instrumentos ópticos D.F. Vasconcellos. 
Outros instrumentos medidores de distância incluem o micrômetro, o paquímetro, o podômetro e o hodômetro.